# Janusz Daszuta
Janusz Daszuta (ur. 6 maja 1961, zm. 21 lipca 2018) – polski duchowny metodystyczny, działacz ekumeniczny, społeczny i samorządowy, członek Rady Kościoła Ewangelicko-Metodystycznego w RP.

## Życiorys
Studia teologiczne odbył w Oak Hills Christian College w Bemidji w USA (1988–1993). 18 czerwca 2002 r. został ordynowany na diakona podczas Konferencji Dorocznej w Ostródzie przez bpa Heinricha Bolletera. Od 2006 roku był pastorem kieleckiej parafii Ogród Oliwny wchodzącej w skład okręgu wschodniego Kościoła Ewangelicko-Metodystycznego w RP. Jako działacz ekumeniczny reprezentował swój Kościół, piastując między innymi funkcję przewodniczącego Oddziału Świętokrzyskiego Polskiej Rady Ekumenicznej. Był współorganizatorem kieleckiego Marszu Pokuty upamiętniającego ofiary miejscowego pogromu na ludności żydowskiej. Przez wiele lat (np. w 2012, 2013, 2015, 2017) wspólnie z żoną organizował Wioski Indiańskie dla dzieci w Zaborzu (gmina Morawica).
W latach 2003–2007 piastował mandat radnego gminy Morawica, był również prezesem i działaczem Stowarzyszenia Ekorozwoju Lisowa i Zaborza. Pełnił funkcję dyrektora Ośrodka Nauczania Języka Angielskiego „Metodyści” w Kielcach. Od 2008 zmagał się z białaczką, na którą po 10 latach choroby zmarł.

## Odznaczenia i nagrody
Był laureatem Nagrody im. ks. Romana Indrzejczyka przyznawanej przez Polską Radę Chrześcijan i Żydów.
Został odznaczony Srebrnym Krzyżem Zasługi.